# Cantonul Lons-le-Saunier-Nord
Cantonul Lons-le-Saunier-Nord este un canton din arondismentul Lons-le-Saunier, departamentul Jura, regiunea Franche-Comté, Franța.

## Comune
- Chille
- Condamine
- Courlans
- Courlaoux
- L'Étoile
- Lons-le-Saunier (parțial, reședință)
- Montmorot
- Saint-Didier
- Villeneuve-sous-Pymont